# XP-49 (航空機)
XP-49
- 用途：戦闘機
- 設計者：クラレンス・ジョンソン
- 製造者：ロッキード
- 運用者：アメリカ陸軍航空隊
- 初飛行：1942年11月11日
- 生産数：1機
- 運用状況：不採用

XP-49は、第二次世界大戦中にアメリカ合衆国で開発された戦闘機。発動機に難点があり試作のみに終わった。

## 概要
1939年9月にロッキード社は、アメリカ陸軍航空隊に対してP-38に与圧キャビン設置とエンジン強化の改良型を提案した。この機体は、陸軍航空隊より発注を受け、XP-49の名称が与えられた。シリアルNoは40-3055。1942年11月11日初飛行を行っている。
P-38の発展型であり、双胴機であった。計画当初は2,000馬力級のプラット・アンド・ホイットニー X-1800 を搭載予定であり、1,000馬力級のエンジンを搭載のP-38に比較し、大幅な出力強化がなされている。しかし、X-1800は開発が失敗したため入手できず、代替のコンチネンタル XIV-1430（1,600馬力）は出力不足であり、試験の結果P-38を凌駕出来ず、採用に至らなかった。

## 要目
- 全長：12.21 m
- 全幅：15.85 m
- 翼面積：30.4 m2
- 最大速度：653 km
- 乗員：1名
- エンジン：コンチネンタルXIV-1430-1（1,600馬力）
- 武装：機銃 20mm × 2 12.7mm × 4